# Бекашонок Михайло Васильович
Михайло Васильович Бекашонок (5 вересня 1915, станція Лелеквинська, Руднянський район, Смоленська область — 17 лютого 1964, Вітебськ) — майор Радянської Армії, учасник радянсько-фінської війни, Другої світової війни, Герой Радянського Союзу (1945).

## Життєпис
Народився 5 вересня 1915 року на станції Лелеквинська (нині — Руднянський район Смоленської області) в родині залізничника. Після закінчення семирічної школи вступив до Смоленського електротехнікума, який закінчив у 1933 році, після чого працював на електростанції в Камишині Сталінградської області. 
В 1935 році призваний на службу в Робітничо-селянську Червону Армію, де по комсомольській путівці направлений в Сталінградське військове авіаційне училище льотчиків, яке закінчив у 1938 році. З січня 1939 року Бекашонок служив у 27-му винищувальному авіаполку. Брав участь у повітряних боях на Карельському перешийку під час радянсько-фінської війни. 
З травня 1943 лейтенант Бекашонок — на фронтах нацистсько-радянської війни. Влітку 1943 року він прийняв командування 3-ю ескадрильєю 27-го винищувального авіаполку (згодом — 129-го гвардійського). Брав участь в битві на Курській дузі, битві за Дніпро. У складі цього полку Бекашонок перебував до кінця війни, який зустрів в Берліні.
Був важко поранений під час розвідувального польоту в районі Бєлгорода, але зумів посадити літак, доставивши цінні відомості про німецькі війська та фотознімки з своєї частини, за що був нагороджений орденом Вітчизняної війни 1-го ступеня. Протягом місяця перебував у госпіталі, після чого повернувся в полк.
До часу битви за Дніпро Бекашонок літав на винищувачі «Аерокобра». 20 вересня 1943 року в двох повітряних боях він збив три німецькі літаки. З 14 жовтня по 6 грудня 1943 року здійснив 25 бойових вильотів, під час яких збив 4 ворожих літака, за що був нагороджений орденом Червоного Прапора. Всього ж за роки війни гвардії капітан Михайло Бекашонок здійснив 170 бойових вильотів, взявши участь в 50 повітряних боях, в яких збив особисто 18 і в групі — 4 літаки противника. До кінця війни Бекашонок був помічником командира з повітряно-стрілецької службі 129-го гвардійського авіаполку 22-ї гвардійської авіадивізії 2-ї повітряної армії 1-го Українського фронту.
Після закінчення війни Бекашонок продовжив службу в Радянській Армії. В 1949 році у званні майора звільнений у запас. Проживав у Вітебську. 
Помер 17 лютого 1964 року.

## Нагороди
- Указом Президії Верховної Ради СРСР від 27 червня 1945 року за «зразкове виконання завдань командування та проявлені мужність та героїзм у боях з німецько-фашистськими загарбниками» гвардії капітан Михайло Бекашонок був удостоєний високого звання Героя Радянського Союзу з врученням ордена Леніна та медалі "Золота Зірка" за номером 6556 м.
- Був нагороджений трьома орденами Червоного Прапора, орденами Вітчизняної війни 1-го і 2-го ступенів, а також низкою медалей.

## Вшанування пам'яті
На будівлі Замощанської школи Смоленського району встановлено меморіальну дошку.